# Wienerbrød

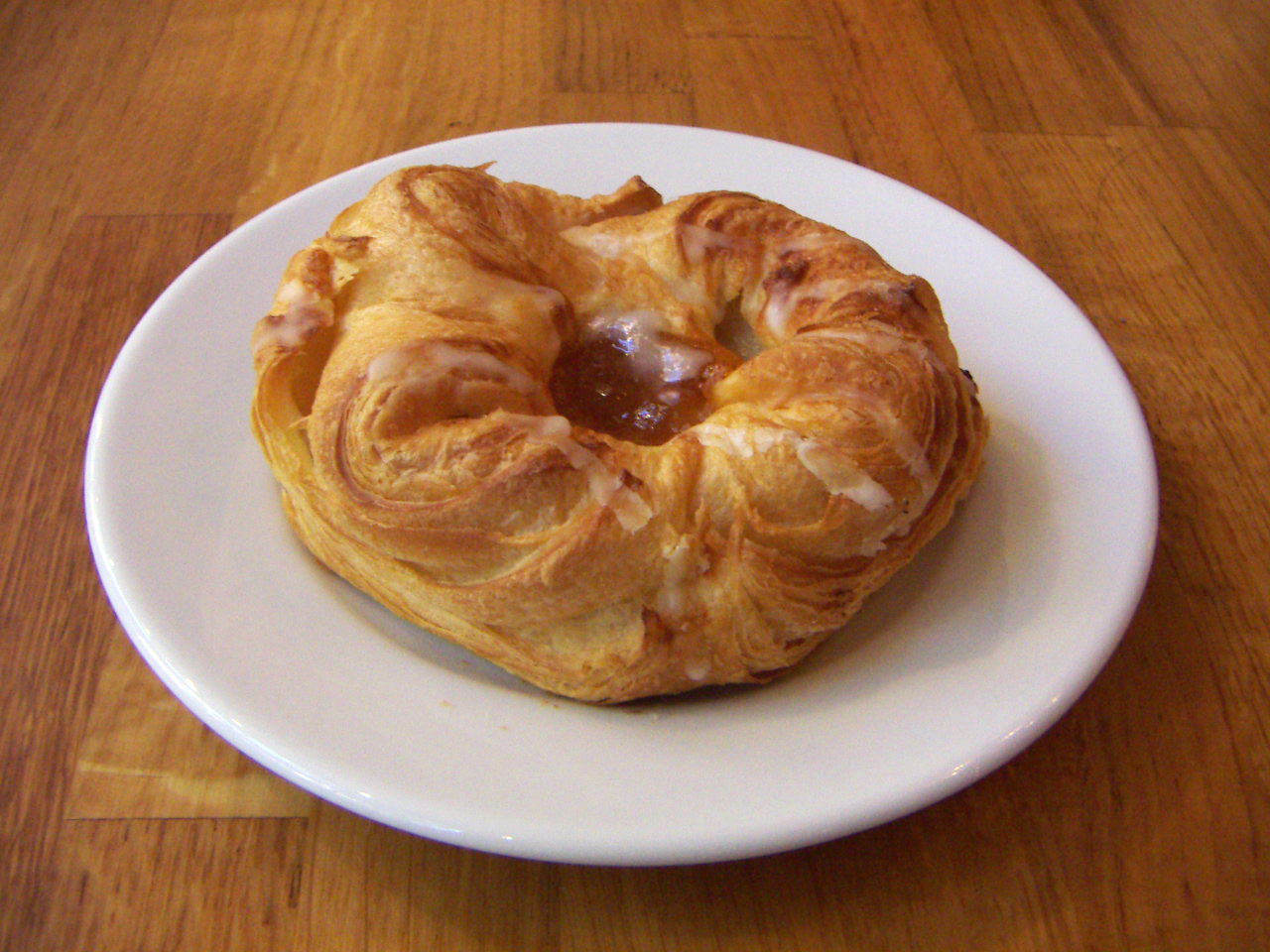
Spandauer à base de Wienerbrød, com geleia de maçã.

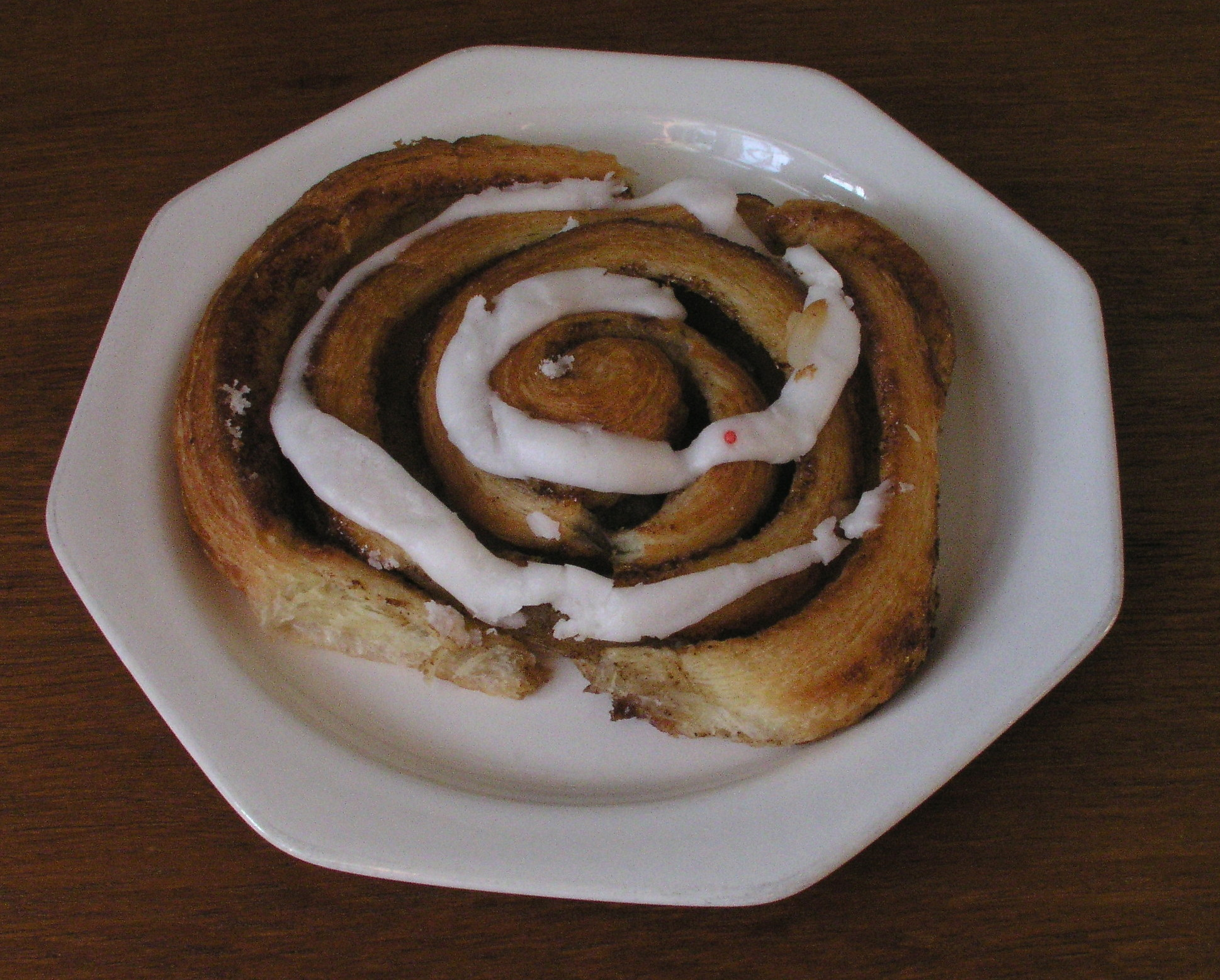
Kanelsnegl (caracol de canela dinamarquês) à base de Wienerbrød

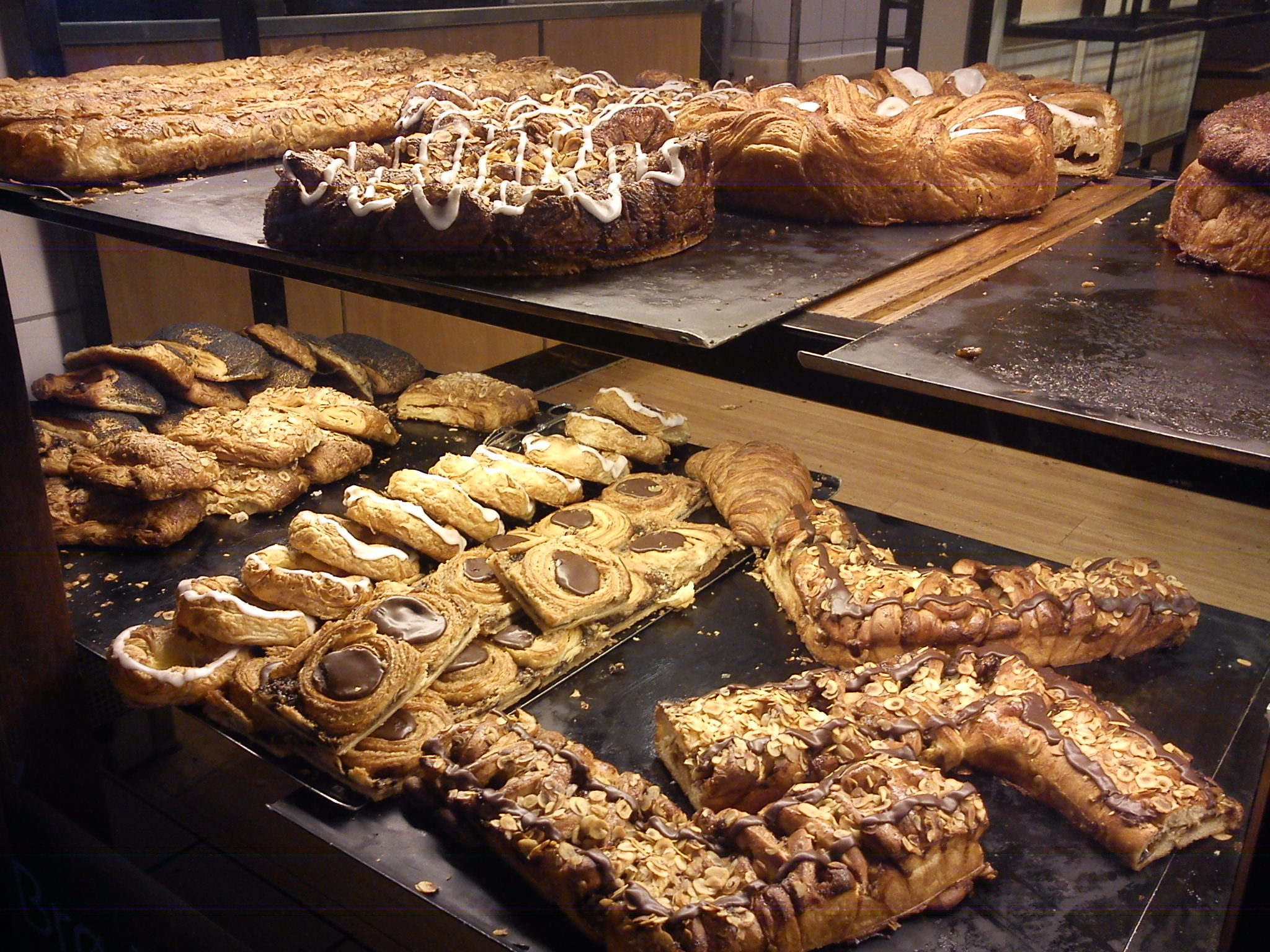
Montra com vários tipos de bolos à base de Wienerbrød, na Dinamarca.

Wienerbrød (significando pão de Viena, em língua dinamarquesa) é um tipo de doce de pastelaria típico da culinária da Dinamarca, à base de massa folhada. É comum encontrá-lo em diversos pontos do mundo industrializado, apesar da forma variar significativamente de país para país. 
Os ingredientes da massa folhada incluem farinha, fermento, leite, ovos e uma quantidade abundante de manteiga. A sua preparação consiste em envolver um pedaço de massa em manteiga e em dobrá-lo repetidamente em numerosas camadas. Caso seja necessário, a massa é refrigerada, para ser mais fácil manipulá-la. Este processo é repetido diversas vezes.

## Dinamarca
Na Dinamarca, existem numerosos tipos de bolos à base de wienerbrød. Estes podem ser cobertos com chocolate ou açúcar e recheados com geleia, remonce, maçapão ou creme de baunilha. Existem diversas formas, como por exemplo um círculo com o recheio no meio (sendo neste caso conhecido como spandauer), espirais (conhecidos como kanelsnegl ou caracóis de canela), pretzel (conhecidos como kringle, neste caso), chokoladebolle, tebirkes e tryksnegl (também conhecido como dobbelt kanelsnegl).

## EUA, Canadá e Reino Unido
Nos países de língua inglesa, tais como os EUA, o Canadá e o Reino Unido, estes doces são conhecidos como danish pastries (significando pastéis dinamarqueses). Na América do Norte, são por vezes recheados com nozes.
No Reino Unido, são usados ingredientes como compota, creme pasteleiro, alperces, passas, amêndoas e caramelo, que são colocados entre as secções de massa, antes da cozedura. Também é por vezes usado cardamomo, para aumentar a sensação aromática de doçura.

## História
Tal como o croissant, diz-se que o wienerbrød teve, na realidade, origem em Viena, na Áustria, recebendo, por isso, nomes semelhantes a wienerbrød também na Noruega, na Suécia e na Islândia. Porém, em Viena, é conhecido como "Kopenhagener Gebäck" (significando algo como pastel de Copenhaga) ou "Dänischer Plunder".